# Tovărășia, Ialomița
Tovărășia este un sat în comuna Miloșești din județul Ialomița, Muntenia, România.